# Pseudosympodomma africanum
Pseudosympodomma africanum är en kräftdjursart som först beskrevs av Stebbing 1912.  Pseudosympodomma africanum ingår i släktet Pseudosympodomma och familjen Bodotriidae. Inga underarter finns listade i Catalogue of Life.